# Uloborus walckenaerius
Uloborus walckenaerius — паук из семейства пероногих пауков.

## Распространение
Распространён в Палеарктике, а именно в: России, Западной, Южной Европе и части Северной Европы, Испании, Португалии, о. Сардиния, о. Корсика, Алжире, Тунисе, Ливии, Египте, Израиле, Иордании, Ливане, Грузии, Армении, Азербайджане, Казахстане, Киргизстане, Туркменистане, Узбекистане, южной части Афганистана, Китае, Монголии, Японии на Кипре и о. Сахалин.

## Описание
Самка размером в 6 мм, самец 4 мм. Головогрудь у этого вида тёмно-коричневая окутанная белыми ворсинками, на желтовато-коричневых лапках множество белых полос. 
Половая активность у этого вида в июле, изредка в августе.

## Место обитания
Любит тёплую открытую местность, похожую на степную и строит сети, при помощи крибеллюма (cribellum), возле земли в горизонтальном положении. Иногда присутствует зигзагообразный рисунок, называемый стабилиментумом (stabilimentum).

## Этимология
Назван в честь Шарля Атенаса Валькенер.

## Заметки
1. ↑  UK Biodiversity Action Plan Архивировано 25 марта 2009 года.